# Eslováquia nos Jogos Olímpicos de Inverno de 1998
A Eslováquia competiu nos Jogos Olímpicos de Inverno de 1998, realizados em Nagano, Eslováquia.